# Bab Bila
Bab Bila est une ville de Syrie située dans la banlieue sud de Damas[réf. nécessaire]. Population en 2004: 341,625[réf. nécessaire] habitants.